# 木野普見雄
木野 普見雄（きの ふみお、1907年12月18日 - 1970年9月27日）は、昭和時代前・中期に活動した日本の作曲家。
本名は木野 文男（読みは同じ）。大分県出身。

## 来歴
1907年（明治40年）、大分県速見郡杵築町（現在の杵築市）据場で木野政太の八男として生まれる。旧制中学校在学中から『大分詩人』誌へ詩を寄稿したのを始め文芸に造詣が深く、1934年（昭和9年）に大日本音楽協会が皇太子（明仁上皇）御降誕記念で作詞と作曲を懸賞募集した『吾等の日本』で作曲部門の二等に入賞する。この時に一等入選で採用されたのは広島高等師範学校教授で、戦後は木野と同じく原爆を題材とした楽曲を数多く手掛けた山本寿であった。
1937年（昭和12年）に長崎日日新聞の記者となり社会部長、取材部長を歴任した後、長崎市役所に転職する。1945年（昭和20年）8月9日当時は城山町の八幡神社近くで妻子と共に暮らしていたが、市役所への出勤中に原爆投下で被災し、家族全員を失った。被爆の半年後に戦災者救済資金募集演芸大会で演奏された「鬼の哭く」を作曲したのを皮切りに、原爆歌曲へ半生を捧げることになる。
長崎市議会事務局長の職に在った1949年（昭和24年）、長崎国際文化都市法の制定を記念し長崎市立博物館学芸員の島内八郎が作詞した「平和は長崎から」を作曲した。1950年代以降は長崎県や郷里の大分県杵築市を中心に九州各地で校歌や市歌、音頭を手掛けたが、原爆症のため1970年（昭和45年）9月27日に死去。享年64（満62歳没）。戦後に再婚して新たに家庭を持ち、元長崎放送（NBC）社員の長男が著作権を継承している。2021年（令和3年）6月28日（27日深夜）、NBC製作で木野の生涯を追ったドキュメンタリー『あの子〜原子野のうた声』が放送された。

## 著書
- 『原子野のうた声 被爆作曲家の手記』（長崎国際文化協会、1956年） NCID BA30983511
- 『学園の歌 木野普見雄作曲校歌集』（私家版、1967年）

## 主な作品
生涯に作曲した点数は約170とされるが、戦前に作曲した作品は1934年の『吾等の日本』二等入賞作を除き原爆投下時に焼失した。

### 原爆歌曲
- 鬼の哭く（作詞：桑名茗菫）
- 復興の歌（作詞：植田鈴子）
- 永久に生きむ──永井隆へ（作詞：島内八郎）
- 夏雲（作詞：島内八郎）
- しらゆりおとめ（作詞：永井隆）
- 平和の誓（作詞：島内八郎）
- 原爆乙女の歌 平和の蔭に（作詞：島内八郎）
- 平和おどり（作詞：西岡水朗）
- いのち焼かれまじ（作詞：黒岩鉄雄）
- 腐臭の原（作詞：黒岩鉄雄）
- 福田須磨子『原子野』出版記念歌
  - 母を恋うる歌
  - 花こそは心のいこい
  - 赤外線
  - いのちをいとしむ
- われなお生きてあり（作詞：福田須磨子）

長崎原爆犠牲者慰霊平和祈念式典関連
- 平和は長崎から（作詞：島内八郎）

1994年（平成6年）まで斉唱が行われていた。
- あの子（作詞：永井隆） - 長崎市立山里小学校弔歌。
- 子らのみ魂よ（作詞：島内八郎） - 長崎市立城山小学校弔歌。

上記2曲は平和祈念式典において、両小学校の児童により隔年で斉唱が行われる。

### 校歌
- 北九州市立沖田中学校校歌
- 北九州市立折尾中学校校歌
- 北九州市立高見小学校校歌
- 北九州市立塔野小学校校歌
- 北九州市立鳴水小学校校歌
- 長崎市立野母崎中学校校歌
- 長崎市立大園小学校校歌
- 長崎市立愛宕小学校校歌
- 長崎市立蚊焼小学校校歌
- 長崎市立高尾小学校校歌
- 長崎市立西北小学校校歌
- 杵築市立東小学校校歌
- 杵築市立北杵築小学校校歌
- 杵築市立護江小学校校歌

### 自治体歌
- 杵築市歌（作詞：中野三治）[4]
- 奈良尾町歌（作詞：花田鶴彦）

### 音頭
- 長崎県民音頭（作詞：脇太一）
- 長崎ミカン音頭（作詞：島内八郎）
- 長与みかん音頭（作詞：大和あや子）
- 杵築音頭 - 作詞も本人。
- 嬉野音頭（作詞：山岡繁雄）
- 鹿島音頭（作詞：島内八郎）

### その他
- スパイさあ来い（作詞：矢野洋三）
- 葉陰れ武士（作詞：島内八郎）